# 折翼少年殘酷記事
《折翼少年殘酷記事》，是一部2016年哈萨克電影，由埃米尔·拜加津執導，講述1990年代四名哈萨克少年的故事。

## 內容
《折翼少年殘酷記事》的故事發生於1990年代之初，當時的哈薩克面臨嚴重經濟危機和犯罪問題，偏遠農村地區被形容為「只有懶人和罪犯」。在村落裡，房子用不起眼的灰泥牆築成，甚少有裝潢，附近有乾旱的草地與廢棄的工業設施；由於經濟困難，政府每天在晚上九時後停止當地的電力供應。
電影分為四部分，每部分分別講述一名少年的故事，圍繞道德、犯罪、懲罰等議題。這些少年對未來有所嚮往，卻被現實環境所不容。在所有部分中，少年的家長無法與他們的兒子溝通，只好坐視他們墜落。
扎拉斯（努爾雷別克·薩克塔加諾夫飾）是一名釋囚之子，因父親犯下盜竊罪而感憤怒、蒙受恥辱；後來，他為商人運送麵粉來養家，又開始改善與父親的關係，但此時卻犯下大錯。巴拉潘（馬季亞爾·阿里普拜飾）有悅耳的嗓音，但他參與歌唱比賽的計劃因患病而被摧毀；滿腔怒火的巴拉潘加入校園暴徒組織，敲詐、威脅兒童交出金錢，以圖發泄。托阿德（馬季亞爾·納扎羅夫飾）是一名貪婪而孤單的少年，他在下水道撿拾廢棄金屬，遇到了三個從孤兒院逃出的男孩，這些男孩有人是吸毒者、有人患有精神障礙；托阿德從男孩口中得知他們有一隻受傷的天使作為「看不見的同伴」，又盜取了三人偷來的贓物。阿斯蘭（奧馬爾·阿迪洛夫飾）是一名計劃習醫的資優學生，他意外令女友懷孕，便幫助她墮胎，此事的餘波令他逐漸變得瘋了，學業也受拖累。

## 製作
導演埃米爾·拜加津擅長處理青少年題材，他計劃創作一個電影三部曲，《青春殘酷練習曲》是第一部，此電影則是第二部。《折翼少年殘酷記事》的片名取自芬蘭畫家胡戈·辛貝里的名作《受伤天使》，拜加津解釋指他多從藝術作品獲得啟發。此電影談論到成長的痛苦，並包含了拜加津對國家現況的告白。
此電影的電影攝影師為伊夫·卡普，他經常把角色拍攝在門窗、走廊、鏡子內，也會拍攝角色的背影或特寫；鏡頭移動被減至最少，角色的動作以靜態鏡頭捕捉。除了巴拉潘的歌聲和一首充滿憂傷情緒的《哈薩克斯坦國歌》外，此電影沒有其他電影配樂。

## 反響

### 評論
《綜藝》的評論認為，《折翼少年殘酷記事》與拜加津的前作《青春殘酷練習曲》非常近似，但遠不如前作般引人入勝，不能帶來強烈的情感，受形式主義箝制；而且，與《青春殘酷練習曲》相比，此電影沒有闡述角色的心理面貌，也沒有探究適者生存的概念，故此沒前作那樣能夠令觀眾對角色建立興趣。《荷里活報道》的評論認為，《青春殘酷練習曲》比《折翼少年殘酷記事》的四個故事較连贯，後者亦沒有前者的詩意影響；評論又指出，此電影的每一幀畫面的構圖均帶有簡樸美。

### 獎項
| 年份                                                                   | 影展           | 奖项               | 結果 |
| ---------------------------------------------------------------------- | -------------- | ------------------ | ---- |
| 2016年                                                                 | 台北電影節     | 國際新導演競賽大獎 | 提名 |
| 2016年                                                                 | 全州國際電影節 | 大獎               | 提名 |
| 2016年                                                                 | 全州國際電影節 | 評審團獎           | 獲獎 |
| 資料來源：互联网电影数据库（IMDb）上《折翼少年殘酷記事》的资料（英文） |                |                    |      |

## 外部連結
- 互联网电影数据库（IMDb）上《折翼少年殘酷記事》的资料（英文）
- 豆瓣电影上《折翼少年殘酷記事》的資料 （简体中文）